# Krzysztof Charamsa
Krzysztof Olaf Charamsa (Gdynia, 5 de agosto de 1972) é teólogo e autor católico polonês.
Em 2015, depois de declarar que era homossexual e que estava em um relacionamento, ele foi suspenso como presbítero em conformidade com a doutrina católica, e afastado de vários cargos anteriores na Cúria Romana.

## Juventude e educação
Charamsa nasceu em 5 de agosto de 1972, em Gdynia, Polônia. Seu pai trabalhava como economista e sua mãe era uma católica devota.
Estudou teologia e filosofia de 1991 a 1993, em Pelplin, na Polônia, e, de 1993 a 1997, na faculdade teológica católica de Lugano (que não é parte da Universidade de Lugano), na Suíça. Em 2002, obteve o doutorado na Pontifícia Universidade Gregoriana.

## Presbiterato
Charamsa foi ordenado presbítero da Diocese de Pelplin em 28 de junho de 1997.
Lecionou teologia no Pontifício Ateneu Regina Apostolorum a partir de 2004 e na Pontifícia Universidade Gregoriana a partir de 2009. De 2003 a 2015, trabalhou na Congregação para a Doutrina da Fé. Anos mais tarde, ele explicou que ele descobriu que seus colegas não tinham compreensão do que é ser homossexual. Ele disse que a sentença do Papa Bento XVI, em 2005, que nem mesmo um homossexual celibatário estaria apto para o sacerdócio compeliu-o a pleitear publicamente "para defender a mim mesmo".

## Revelação

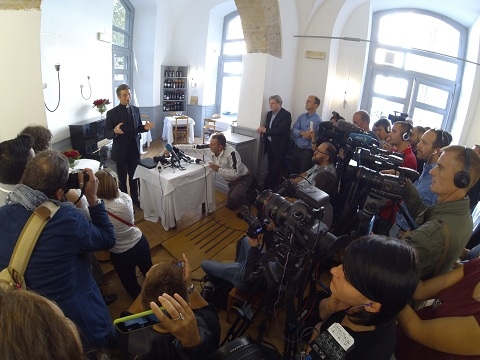
Krzysztof Charamsa falando de sua homossexualidade em Roma.

Charasma cogitou sua revelação em antecipação à segunda sessão do Sínodo dos Bispos sobre a Família, marcada para começar em 4 de outubro de 2015. Dois dias antes, ele anunciou que era homossexual numa entrevista em polonês para um filme então em produção, Article Eighteen, um documentário sobre a campanha pelo casamento de pessoas do mesmo sexo na Polônia. Sua declaração atraiu atenção considerável na mídia polonesa.
Na véspera do Sínodo, ele anunciou no Corriere della Sera, um dos mais importantes jornais da Itália, que era gay e que tinha um parceiro consensual. Ele disse: "Quero que a Igreja e minha comunidade saibam quem eu sou: um padre gay que é feliz, e orgulhoso da sua identidade. Estou disposto a pagar pelas consequências, mas é tempo de a Igreja abrir seus olhos, e eu percebi que oferecer aos fiéis homossexuais a abstinência total de uma vida de amor é desumano." Ele também deu uma conferência de imprensa na qual seu companheiro, identificado como Eduard, apareceu a seu lado.
Frederico Lombardi, diretor do Gabinete de Imprensa da Santa Sé, reconheceu que, embora respeitasse a situação pessoal de Charamsa, a "decisão de fazer tal afirmação na véspera da abertura do Sínodo parece muito grave e irresponsável, uma vez que esta coloca a assembleia sinodal sob indevida pressão da mídia". O Vaticano imediatamente demitiu Charasma de seus cargos de professor e do trabalho na Cúria Romana. No dia 21 de outubro, o bispo Ryszard Kasyna de Pelplin, a diocese em que Charamsa foi ordenado, suspendeu-o de ordens, proibindo-o de realizar os sacramentos e de usar vestes clericais. Ele não foi laicizado. Charamsa foi forçado a se mudar do convento em Roma, onde ele viveu por anos servindo como capelão.
Algumas organizações LGBT criticaram Charamsa por adotar uma postura de confronto a qual consideraram ser-lhes danosa. Uma afirmou: "Nosso temor agora é que sua revelação, e a maneira como ele a fez, venha construir um muro, não uma ponte." Os organizadores de uma conferência de homossexuais católicos italianos, a Assembleia dos Católicos do Arco-Íris, marcada para 3 de outubro, frustraram-se com a mídia que focou na história de Charamsa e não em sua abordagem mais respeitosa, a qual tinha até conseguido atrair o bispo José Raúl Vera López de Saltillo, no México, como um de seus porta-vozes.

## Crítica do Sínodo e da Igreja Católica
Em 28 de outubro, logo após o fim do Sínodo, Charamsa publicou uma carta que ele enviara ao Papa Francisco no dia 3 de outubro. Ele acusou a igreja de "tornar a vida um inferno" para milhões de católicos homossexuais. Ele escreveu que esperava que Francisco fosse entender o tormento que sofrem os presbíteros gays e agradeceu-o por algumas de suas palavras e por seus gestos para com os homossexuais. No entanto, ele criticou a Igreja Católica por ser "com frequência violentamente homofóbica" e "insensível, injusta e brutal" em relação aos homossexuais, apesar do fato de, ele afirma, haver um número significativo de gays em todos os níveis dentro da Igreja, incluindo no Colégio dos Cardeais. Ele reivindicou que todas as instruções da Santa Sé que são ofensivas e violentas contra os homossexuais fossem retiradas, citando a política instituída pelo Papa Bento XVI, em 2005, que proíbe os homens de tendências homossexuais profundamente enraizadas de se tornarem sacerdotes. A caracterização da homossexualidade de Bento como "uma forte tendência ordenada em direção a um mal moral intrínseco", ele disse, era "diabólica".
Ele também avaliou o trabalho do Sínodo na abordagem da Igreja para gays e lésbicas. Ele criticou o Sínodo por reafirmar estereótipos sobre homossexuais. Ele disse: "Se a Igreja não pode fazer uma reflexão séria e científica sobre a homossexualidade e incluí-la em seus ensinamentos, até as aberturas e palavras calorosas do Santo Padre sobre os gays são vazias." Ele citou o cardeal Robert Sarah, que disse ao Sínodo: "o que o nazi-fascismo e o comunismo foram no século XX, as ideologias ocidentais sobre homossexualidade e sobre o aborto e o fanatismo islâmico o são hoje." Charamsa comentou: "Ninguém disse publicamente uma palavra contra essas frases difamatórias. Que tipo de respeito isso mostra a nós todos?"
Quando perguntado se ele pretendia se casar com seu parceiro, Charamsa disse que o casamento é "parte da dinâmica do amor e eu agradeço a Deus por viver em um século onde isto é possível, graças à mobilização homossexual e a muitos mártires homossexuais". Ele também defendeu a cronometragem de seu anúncio, na véspera do Sínodo: "Muitas pessoas disseram que foi tão espetacular, tão grande, que ele não podia ter sido em um momento melhor. Para essas pessoas, eu tenho um questionamento: quando é um bom momento para se revelar na igreja? Quando? Após o sínodo? A resposta é: 'nunca'. A hora responsável para sair do armário é nunca."
Charamsa apoia os direitos dos homossexuais e o casamento entre pessoas do mesmo sexo e também apoia a misericórdia e o perdão para as mulheres que fizeram aborto. Charamsa acredita que os sacerdotes com renda assegurada e sem pressões familiares não podem entender as pressões que levam mulheres pobres ao aborto. Ele não acredita que a frase "mafia gay" reflita a experiência dos homossexuais na Cúria Romana: "eu conheci padres homossexuais, muitas vezes isolados como eu, mas não existe um 'mafia gay'."

## Suspensão
O bispo Ryszard Kasyna suspendeu Charamsa, revogando suas faculdades para celebrar a Missa, administrar os sacramentos, e vestir batina. A razão dada foi sua falha em cumprir as regras de conduta sacerdotais, após uma advertência oficial prévia, de acordo com um comunicado no site da Diocese de Pelplin.

## Obras
- L'immutabilità di Dio. L'insegnamento di San Tommaso d'Aquino nei suoi sviluppi presso eu commentatori scolastici, Editrice Gregoriana, Rom, 2002.
- Davvero Dio soffre? La Tradizione e l'insegnamento di San Tommaso, Edizioni Studio Domenicano, De Bolonha, De 2003 (ISBN 88-7094-485-9
- Il Rosario – una scuola di preghiera contemplativa, Libreria Editrice Vaticana, Città del Vaticano 2003 (ISBN 88-209-7435-5).
- Percorsi di formazione sacerdotale, Libreria Editrice Vaticana, Città del Vaticano 2005, con G. Borgonovo (ISBN 88-209-7694-3).
- Eucaristia e libertà, Libreria Editrice Vaticana, Città del Vaticano 2006, con G. Borgonovo (ISBN 88-209-7838-5).
- La voce della fede cristiana. Introduzione al Cristianesimo di Joseph Ratzinger – Benedetto XVI, 40 anni dopo, A ARTE, a Rom de 2009, con N. Capizzi (ISBN 978-88-89174-89-0).
- Abitare la Parola. Na compagnia della Madre del Verbo, Editrice Rogate, Roma 2011 (ISBN 978-88-8075-402-2).
- Virtudes e vocazione. Onu cammino mariano, Editrice Rogate, Roma 2014 (ISBN 978-88-8075-426-8).
- La Prima Pietra. Io, prete gay, e la mi ribellione todos os'ipocrisia della Chiesa (Autobiografia), Rizzoli, Milão 2016 (ISBN 978-88-1709-021-6)